# Type 730
Il Type 730 è un sistema Close-In Weapon System (CIWS) di progettazione cinese. Il sistema si basa su una mitragliera tipo Gatling a sette canne rotanti in calibro 30 mm, integrata in una torretta rotante e dotata di sistemi di condotta del tiro radar ed elettro-ottici. Il rateo di fuoco si aggira sui 5.800 colpi al minuto, e la portata effettiva è di 3 chilometri. Il sistema è disponibile sia in una variante di base a terra che una imbarcata su unità navali.
Entrato in servizio nel 2003, il sistema è adottato, oltre che dall'Esercito Popolare di Liberazione cinese, anche dalla Marina militare indonesiana e da quella pakistana.